# Liste der Monuments historiques in Plouvorn
Die Liste der Monuments historiques in Plouvorn führt die Monuments historiques in der französischen Gemeinde Plouvorn auf.

## Liste der Bauwerke
| Bezeichnung                       | Beschreibung | Standort | Kennzeichnung | Schutzstatus | Datum | Bild           |
| --------------------------------- | ------------ | -------- | ------------- | ------------ | ----- | -------------- |
| Château de Keruzoret              | Schloss      | (Lage)   | PA29000058    | Inscrit      | 2007  | weitere Bilder |
| Château de Troërin mit Taubenturm | Schloss      | (Lage)   | PA29000069    | Inscrit      | 2009  | weitere Bilder |
| Kapelle Notre-Dame in Lambader    |              | (Lage)   | PA00090272    | Classé       | 1840  | weitere Bilder |

## Liste der Objekte
- Monuments historiques (Objekte) in Plouvorn in der Base Palissy des französischen Kultusministeriums